# Achirus mazatlanus
Achirus mazatlanus е вид лъчеперка от семейство Achiridae. Видът е незастрашен от изчезване.

## Разпространение и местообитание
Разпространен е в Гватемала, Еквадор, Колумбия, Коста Рика, Мексико, Никарагуа, Панама, Перу, Салвадор и Хондурас.
Среща се на дълбочина от 0,2 до 239 m, при температура на водата от 19,5 до 29,3 °C и соленост 33,5 – 35,3 ‰.

## Описание
На дължина достигат до 20 cm.